# Naționalismul grec

Steagul Greciei

Naționalismul grec (sau naționalismul elen) se referă la naționalismul poporului grec privind supremația istorică și culturală a Greciei. Ca ideologie, naționalismul grec s-a format și a evoluat în perioada premodernă. El a stat la baza unei mișcări politice importante la începutul secolului al XVIII-lea, care a culminat cu Războiul de Independență al Greciei (1821-1829) împotriva Imperiului Otoman. A devenit apoi o mișcare politică puternică în Grecia, cu scurt timp înainte de Primul Război Mondial și în timpul războiului, sub conducerea politicianului naționalist Eleftherios Venizelos, care a încercat să pună în practică conceptul de Megali Idea și a reușit să extindă teritoriul Greciei în Războaiele Balcanice și după Primul Război Mondial, anexând pentru o scurtă perioadă regiunea Izmir înainte ca aceasta să fie recucerită de Turcia. Astăzi naționalismul grec rămâne important în disputa greco-turcă cu privire la insula Cipru.

## Istoric

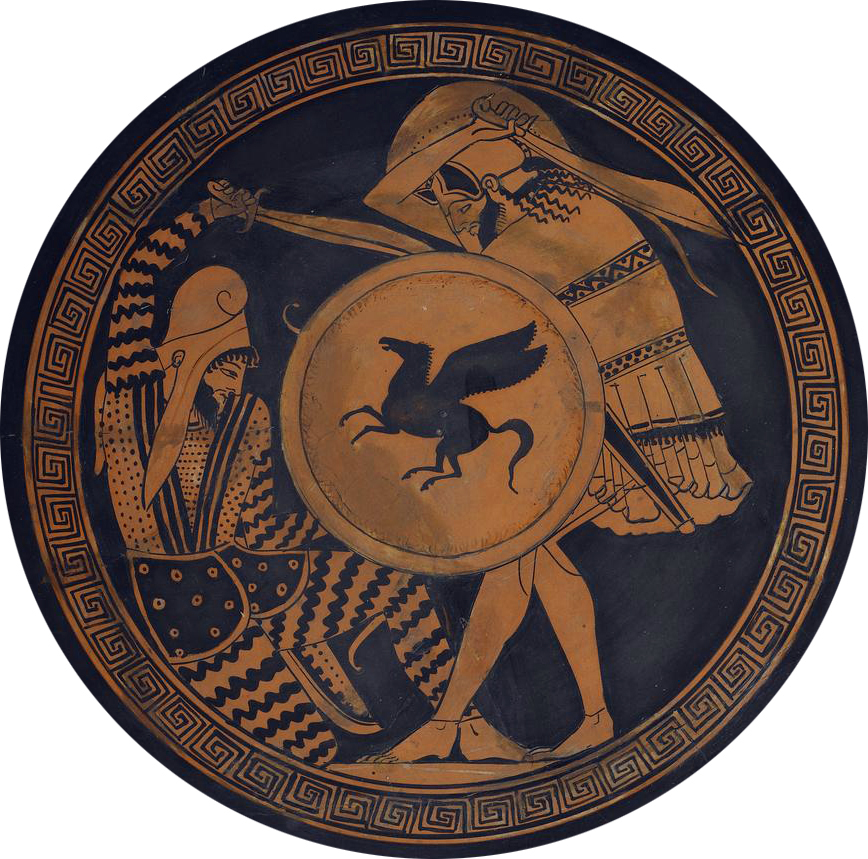
Hoplit grec (dreapta) și războinic persan (stânga), reprezentați luptându-se pe un kylix vechi, secolul al V-lea î.Hr.

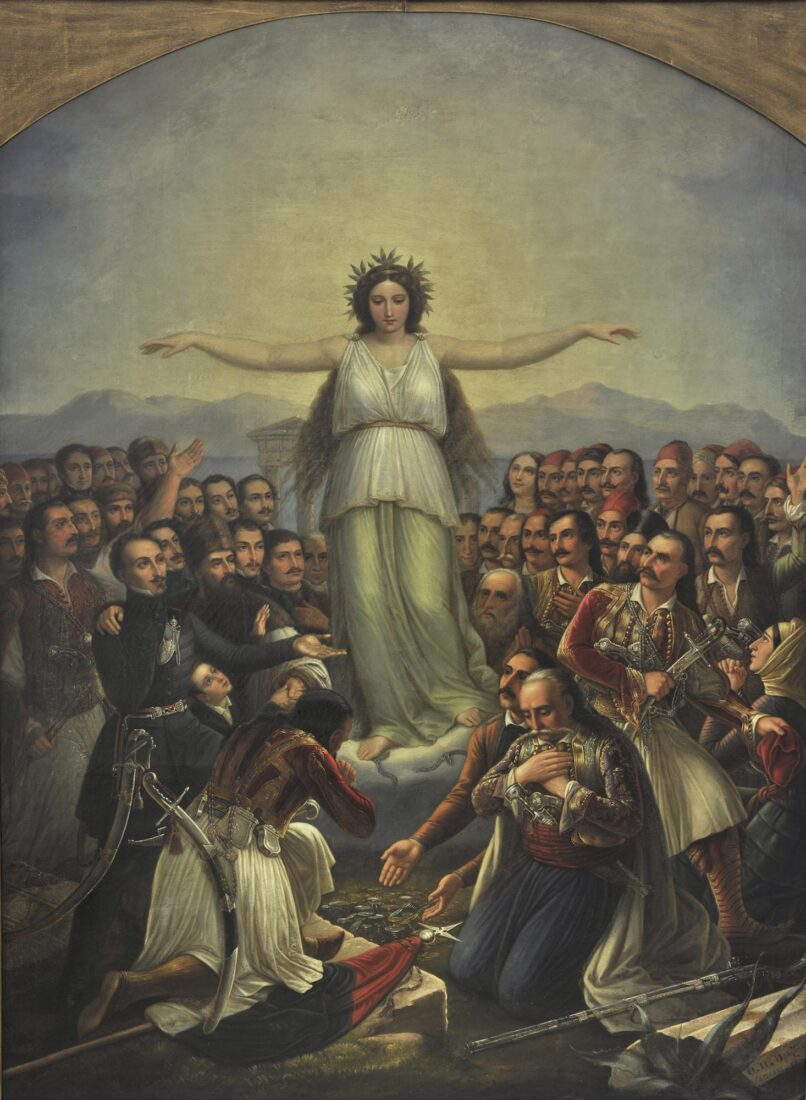
„Elada recunoscătoare” de Theodoros Vryzakis.

Formarea orașelor-state grecești a reprezentat un element esențial în formarea și conștientizarea naționalismului grec. În timpul Războaielor Greco-Persane din secolul al V-lea î.Hr., naționalismul grec a fost stabilit în mod oficial, deși mai degrabă ca o ideologie decât ca o mișcare politică din moment ce unele state grecești erau încă aliate cu Imperiul Persan. Aristotel și Hipocrate au realizat o abordare teoretică a superiorității triburilor grecești.
Atunci când Imperiul Bizantin a fost condus de dinastia Paleologilor (1261-1453) patriotismul grec a reapărut, însoțit de un interes crescut pentru Grecia Antică. Unele personalități proeminente ale vremii au propus, de asemenea, schimbarea titlului imperial din „basileus și autocrat al romanilor” în „împărat al grecilor”. Acest entuziasm pentru trecutul glorios a constituit un element coagulant al mișcării politice care a dus la crearea statului grec modern, în 1830, după patru secole de stăpânire imperială otomană.
Mișcările populare care au promovat ideea unei enosis (încorporarea teritoriilor grecești disparate într-un mare stat grec) au condus la alipirea Cretei (1908), a Insulelor Ionice (1864) și a Arhipelagului Dodecanez (1947). Apelurile la realizarea unei enosis a fost, de asemenea, o caracteristică a politicii cipriote în timpul dominației britanice. În timpul perioadei interbelice unii politicieni naționaliști greci au luat în considerare asimilarea comunităților creștin-ortodoxe de albanezi, aromâni și bulgari în cadrul națiunii grecești. Iredentismul grec, „Megali Idea”, a suferit un regres după Războiul Greco-Turc (1919-1922) și genocidul grec din Anatolia. De atunci, relațiile greco-turce au fost caracterizate prin tensiuni între poporul grec și poporul turc, care au culminat cu invazia turcă în Cipru (1974).
Naționalismul a jucat un rol semnificativ în politica greacă în cursul primului secol și jumătate de existență independentă a statului grec. Pe scena politică a Greciei au existat mai multe partide naționaliste, printre care:
- Partidul Naționalist (1865-1913) (defunct)
- Partidul Liber Cugetătorilor (1922-1936) (defunct)
- Adunarea Elenă (1951-1955) (defunct)
- Partidul 4 August (1965-1977) (defunct)
- Forța Națională (1977-1981) (defunct)
- Partidul Elenismului (1981-2004) (defunct)
- Uniunea Politică Națională (1984-1996) (defunct)
- Frontul Elen (1994-2005) (defunct)
- Prima Linie (1999-2000) (defunct)
- Alianța Patriotică (2004-2007) (defunct)
- Adunarea Populară Ortodoxă (2000–) (activ)
- Societatea – Partidul Politic al urmașilor lui Kapodistrias (2008–) (activ)
- Speranța Națională (2010–) (activ)
- Frontul Național (2012–) (activ)
- Zorii Aurii (1980–) (parlamentar)
- Grecii Independenți (2012–) (parlamentar)
- Frontul Popular Unit (2011–) (activ)
- Asociația pentru Unitate Națională (2011–) (activ)
- Unitatea Națională (2016–) (activ)
- Noua Dreapta (2016–) (activ)

## Galerie

Steagul tradițional folosit din 1769 până la Războiul de Independență al Greciei.
Steagul mișcării Filiki Eteria.
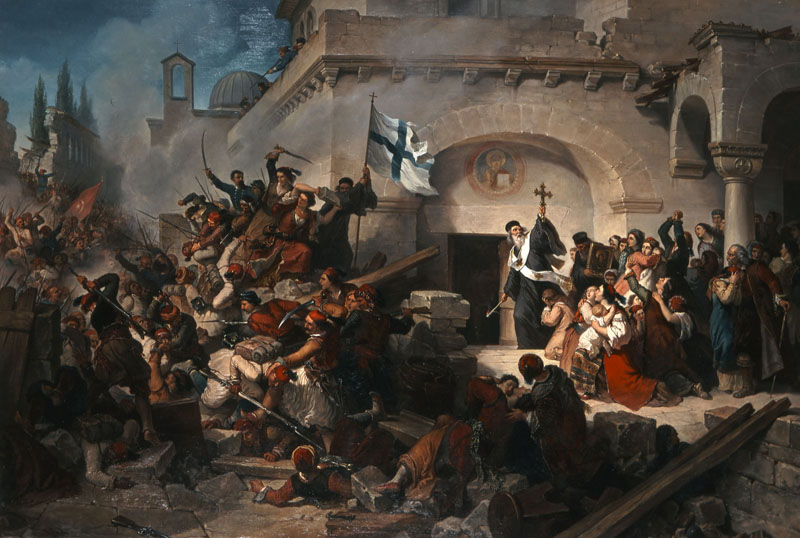
„Holocaustul Arcadian” de Giuseppe Lorenzo Gatteri; scenă din timpul Revoltei Cretane (1866-1869).
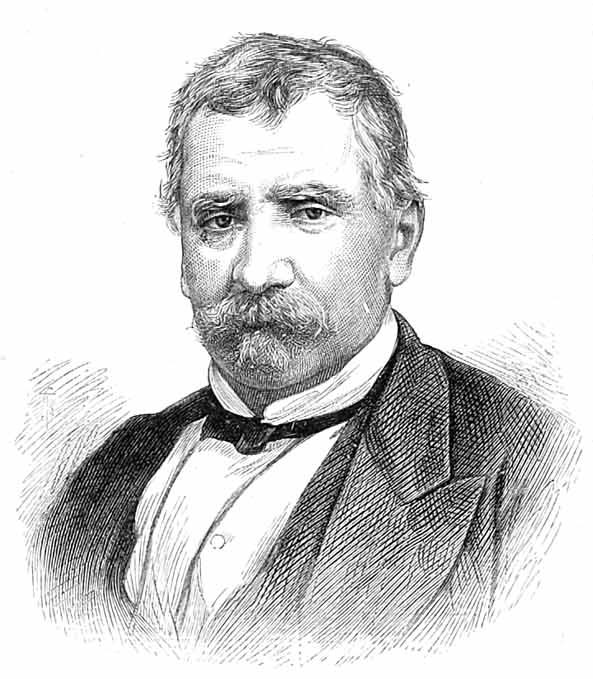
Alexandros Koumoundouros, fondatorul Partidului Naționalist din Grecia
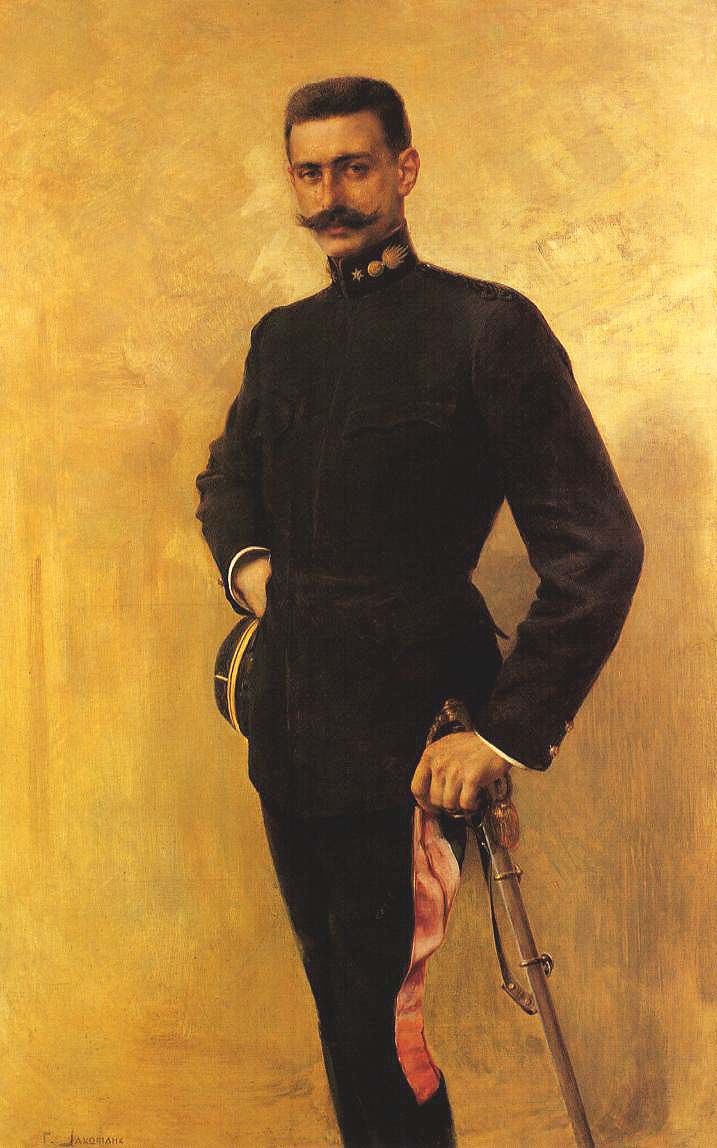
Pavlos Melas a fost ucis în timpul Conflictului din Macedonia.
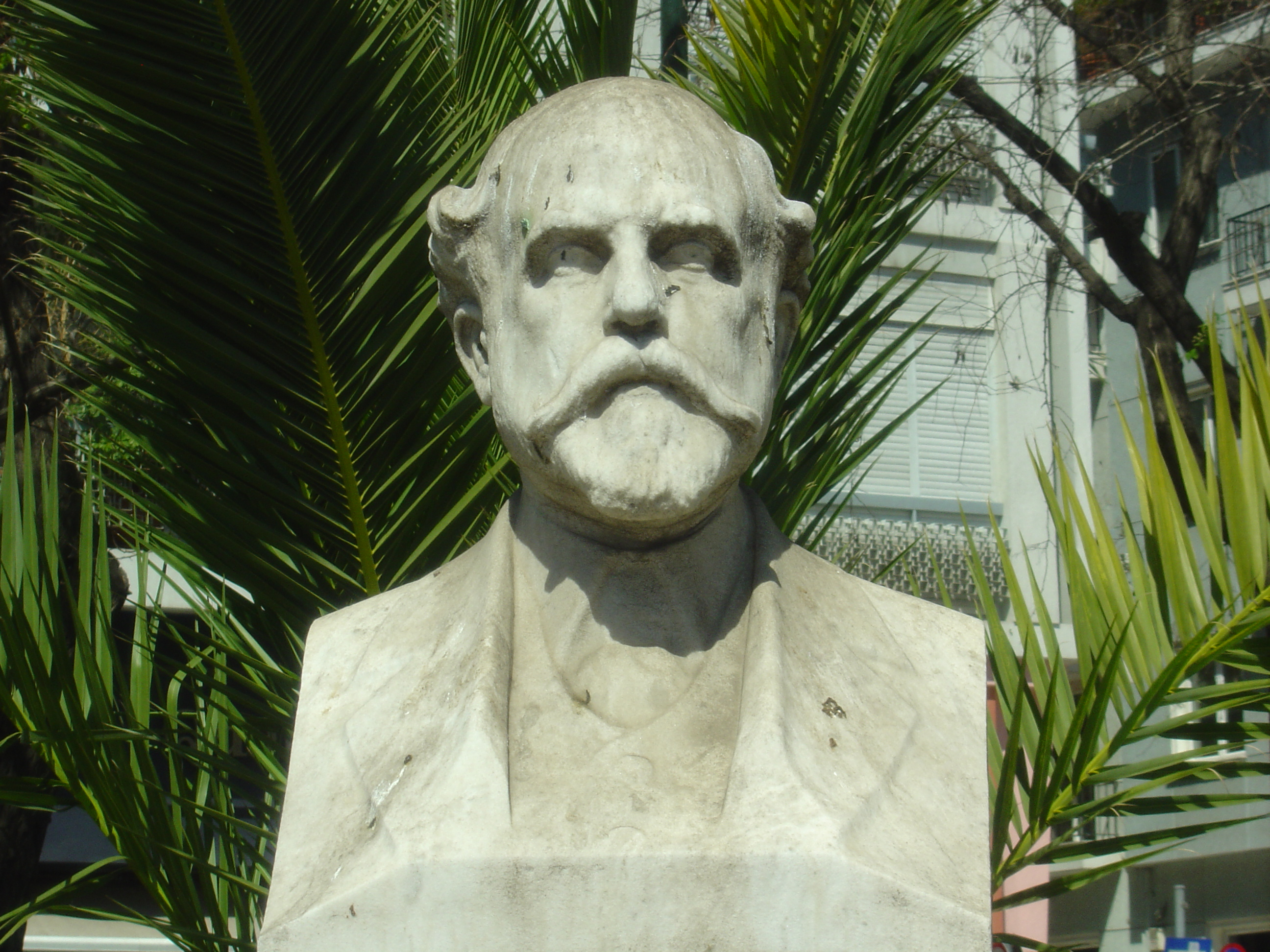
Lorentzos Mavilis a fost ucis în timpul Primului Război Balcanic.
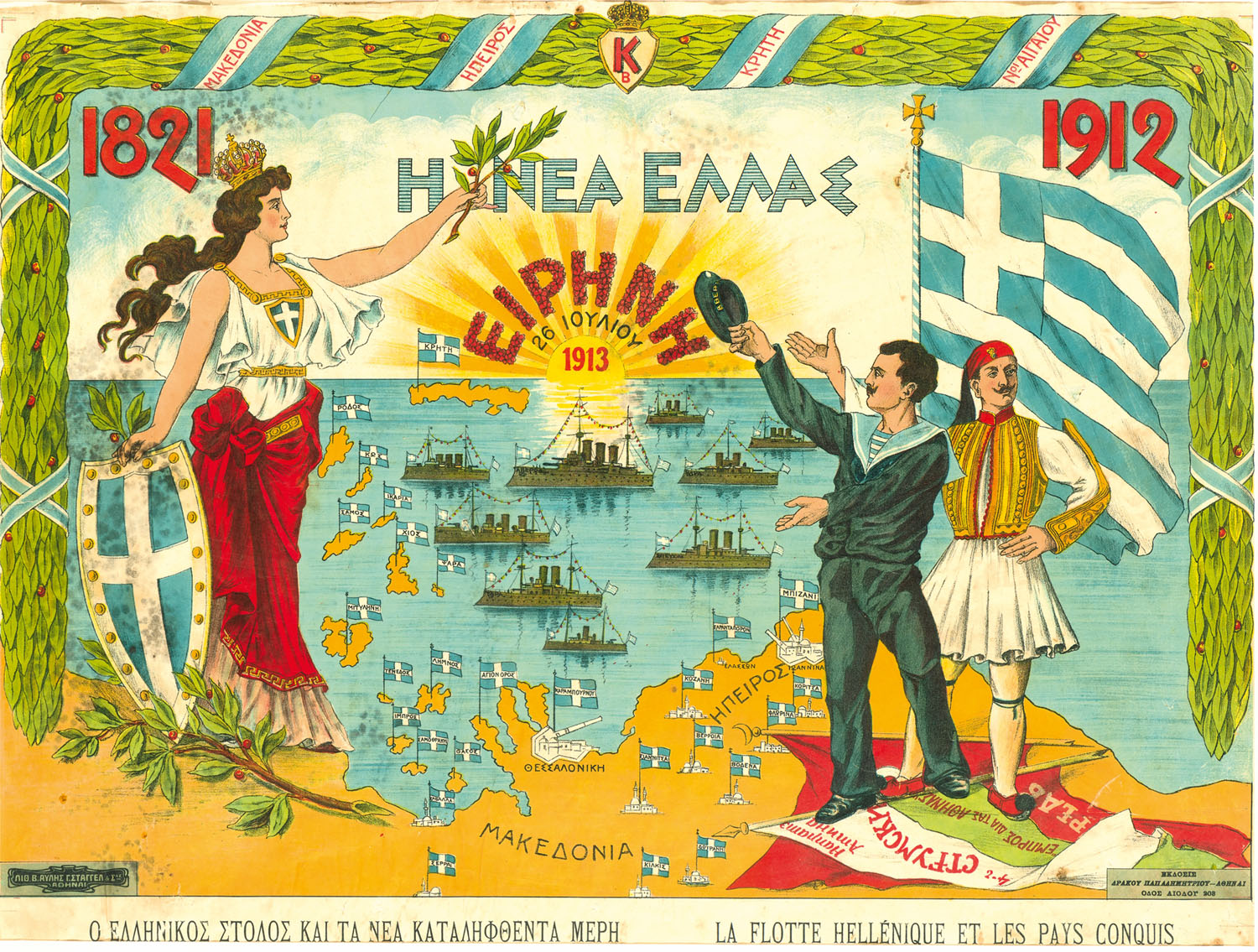
Afiș celebrând „Noua Grecie” după Războaiele Balcanice.
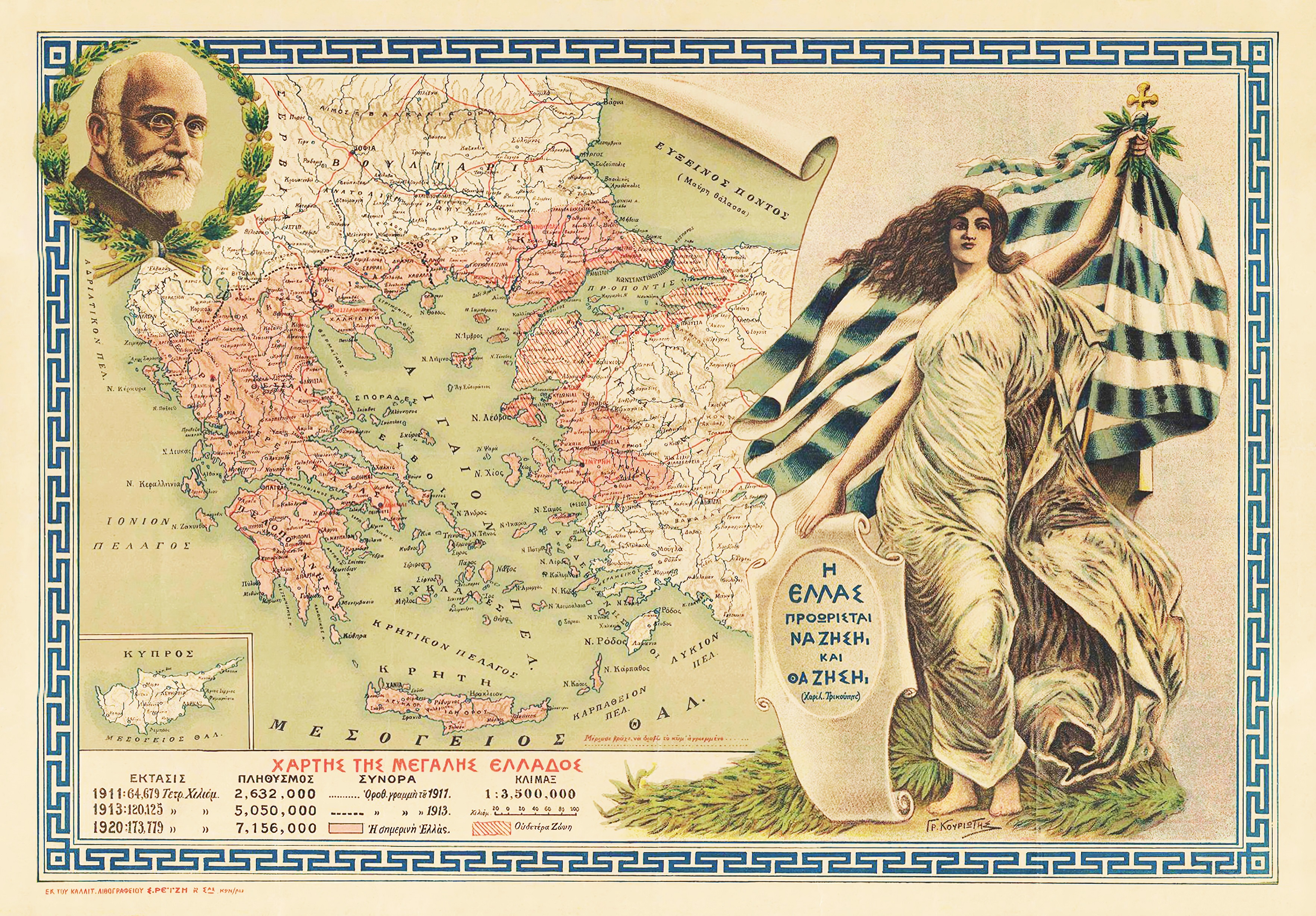
Harta „Greciei Mari” după Tratatul de la Sèvres, cu portretul lui Eleftherios Venizelos, atunci când Megali Idea părea să se realizeze.
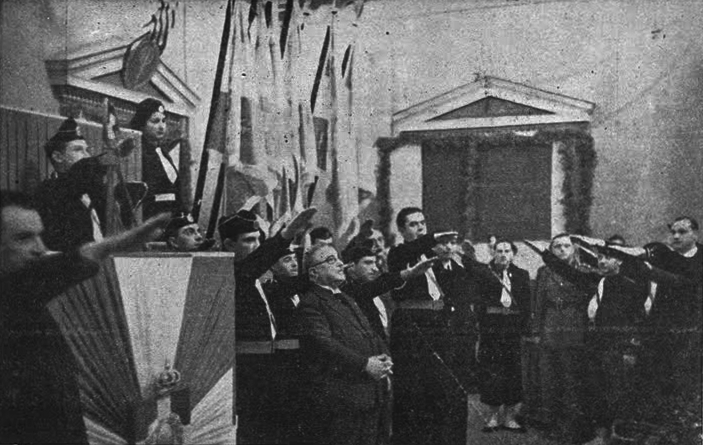
Membrii Organizației Naționale a Tineretului Grec (EON) salută în prezența lui Ioannis Metaxas în timpul Regimului de la 4 August.